# Malachite Lake
Malachite Lake är en sjö i Antarktis. Den ligger i Östantarktis. Australien gör anspråk på området. Malachite Lake ligger 68 meter över havet. Den ligger vid sjön Zhinu Hu.
I övrigt finns följande vid Malachite Lake:
- Tumbledown Hill (en kulle)
- Zhinu Hu (en sjö)